# Kristoffer Polaha
Kristoffer Polaha, est un acteur américain né le 18 février 1977 à Reno (Nevada) (Nevada).
Il est connu pour ses rôles dans les séries North Shore : Hôtel du Pacifique, dans Life Unexpected, dans Henry Butler dans Ringer, mais aussi récemment dans le film acclamé par la critique Les Racines de l'espoir,.

## Biographie

### Carrière
Il a débuté en interprétant de petits rôles dans les séries Angel, Roswell et Les Anges de la nuit. Après être apparu dans la série à succès Tru Calling : Compte à rebours, il obtient le rôle principal de la série North Shore : Hôtel du Pacifique. Il y interprète le rôle de Jason Matthews, le propriétaire d'un hôtel à Hawaii, confronté au retour de son ex-femme, Nicole Booth (interprétée par Brooke Burns). Mais la série est un échec. Il tourne dans Miss/Guided, où il retrouve Brooke Burns, et Valentine, série sur les dieux grecs, mais ces deux séries sont annulées. Après plusieurs apparitions dans Mad Men, il obtient dans Life Unexpected le rôle de Nate Bazile, un propriétaire de bar qui découvre l'existence de sa fille âgée de seize ans aux côtés de Britt Robertson et Shiri Appleby. En 2011, il joue dans la série Ringer au côté de Sarah Michelle Gellar.
En 2015, il obtient le rôle principal dans le film acclamé par la critique Les Racines de l'espoir,.

### Vie privée
Il s'est marié à l'actrice Julianne Morris, le 7 juin 2003. Ils ont trois enfants : Kristoffer Caleb Polaha, Jr né le 28 juillet 2004, Micah, née le 6 avril 2006 et Jude né le 2 janvier 2011.

## Filmographie

### Cinéma
- 2002 : Home Base : Nick
- 2002 : Allez Simple pour Manhattan : Peter
- 2003 : America's Prince: The John F. Kennedy Jr. Story : John.F. Kennedy Jr.
- 2003 : Splitsville : Wes Brown
- 2004 : The Plight of Clownana : Kris
- 2006 : Life Happens : Craig
- 2008 : Billy: The Early Years : Charles Templeton Jeune
- 2012 : Old Days : Len Brenneman
- 2013 : Les Trois Crimes de West Memphis d'Atom Egoyan : Val Price
- 2014 : Back in the Day : Len Brenneman
- 2015 : Les Racines de l'espoir : Calvin
- 2016 : Vineland : Alexander
- 2016 : Frontman de Matthew Gentile : Jodie King
- 2018 : Bachelor Lions de Paul Bunch : James Harmon
- 2018 : Beneath the Leaves de Adam Marino : Détective Brian Larson
- 2019 : Run the Race de Chris Dowling : Michael Truett
- 2020 : Wonder Woman 1984 de Patty Jenkins : le corps de Steve Trevor

### Télévision

#### Séries télévisées
- 2001 : Angel : Dylan (Saison 3, Épisode 6)
- 2001 : That's Life : Gavin (Saison 2, Épisodes 7 et 17)
- 2002 : Roswell : Eric Hughes (Saison 3, Épisode 11)
- 2002 : Les Anges de la nuit : Darkstrike (Saison 1, Épisode 7)
- 2003 : Tru Calling : Compte à rebours : Mark Evans (Saison 1, Épisodes 1, 2 et 7)
- 2004 - 2005 : North Shore : Hôtel du Pacifique : Jason Matthews (21 épisodes)
- 2005 : Dr House : Jeff Forrester (Saison 2, Épisode 6)
- 2005 : Hot Properties : Ron (Saison 1, Épisode 10)
- 2006 : Philadelphia : Un employé (Saison 2, Épisode 1)
- 2006 : Les Experts : Miami : Jérémy Fordham (Saison 5, Épisode 6)
- 2006 : Bones :  Will Hastings (Saison 2, Épisode 10)
- 2006 : Close to Home : Juste Cause : Alistair Joyce (Saison 2, Épisode 15)
- 2007 - 2009 : Mad Men : Carlton Hanson (Saison 1, Épisode 3 et Saison 2, Épisode 2 et Saison 3, Épisodes 7 et 11)
- 2008 : Miss/Guided : Tim O'Malley (7 épisodes)
- 2008 : The Ex List : Philip Emmerson (Saison 1, Épisode 12)
- 2008 : FBI : Portés disparus : Justin Morgan (Saison 7, Épisode 18)
- 2008 - 2009 : Valentine : Danny Valentine/Eros (8 épisodes)
- 2009 : Better Off Ted : Don (Saison 1, Épisode 4)
- 2009 : Dollhouse : Nate Jordan (Saison 2, Épisode 2)
- 2010 : Romantically Challenged : Jesse (Saison 1, Épisode 3)
- 2010 - 2011 : Life Unexpected : Nathaniel "Nate Baze" Bazile (26 épisodes)
- 2011 - 2012 : Ringer : Henry Butler (22 épisodes)
- 2012 : Made in Jersey : Nolan Adams (7 épisodes)
- 2012 : Awkward : Ben (Saison 2, épisodes 7 et 8)
- 2013 : Les Experts : Darryl Walsh (Saison 14, Épisode 10)
- 2015 : Backstrom : Peter Niedermayer (13 épisodes)
- 2015 : Castle : Caleb Brown (4 épisodes)
- 2015 : Stalker : Nathan Grant (Saison 1, épisodes 19 et 20)
- 2015 : Hawaii 5-0 : Hank Weber (Saison 6, Épisode 8)
- 2016 : Rizzoli and Isles : Edward Dunn (Saison 7, Épisode 10)
- 2016 : L'arme fatale : Bennet Hirsch (Saison 1, Épisode 2)
- 2017 : Get Shorty : Jeffrey (5 épisodes)
- 2017 : Designated Survivor : David Sheridan (Saison 2, épisode 10)
- 2018 : Condor : Sam Barber (6 épisodes)
- 2018 : Ballers : Jerry White (Saison 4, épisode 7)

#### Téléfilms
- 2016 : Comment rencontrer l'âme sœur en 10 leçons (Dater's Handbook) : Robert
- 2016 : Les Enfants de Noël (Hearts of Christmas) : Matt Crawford
- 2017 : Le Ranch de Noël (Rocky Mountain Christmas) : Graham Mitchell
- 2018 : La Perle de l'amour (Pearl in Paradise) : Colin Page
- 2018 : Un Noël à Springdale (Small Town Christmas) : Emmett Turner
- 2019 - présent : Mystery 101 : Détective Travis Burke
- 2022: Buried in Barstow: Elliot
- 2023 : Tout ce que je veux pour Noël... C'est toi ! (We Wish You a Married Christmas) de Paul Ziller : Robby
- 2023 : Un Noël enchanté

## Distinctions

### Récompenses
- 2016 : meilleur acteur pour Frontman au Seattle Shorts Film Festival